# 마그니츠키 입법
마그니츠키 입법은 인권 침해와 부패에 책임이 있는 외국인을 제재하기 위한 입법으로 미국이 세르게이 마그니츠키의 죽음 이후 마그니츠키법을 제정하면서 여러 나라에서 제정되기 시작한 법률이다.
현재 미국, 영국, 오스트레일리아, 발트 3국과 불인정 국가인 코소보에서 제정되었고, 유럽 연합은 EU 차원의 입법으로 제정하였다.